# Andreas Germershausen

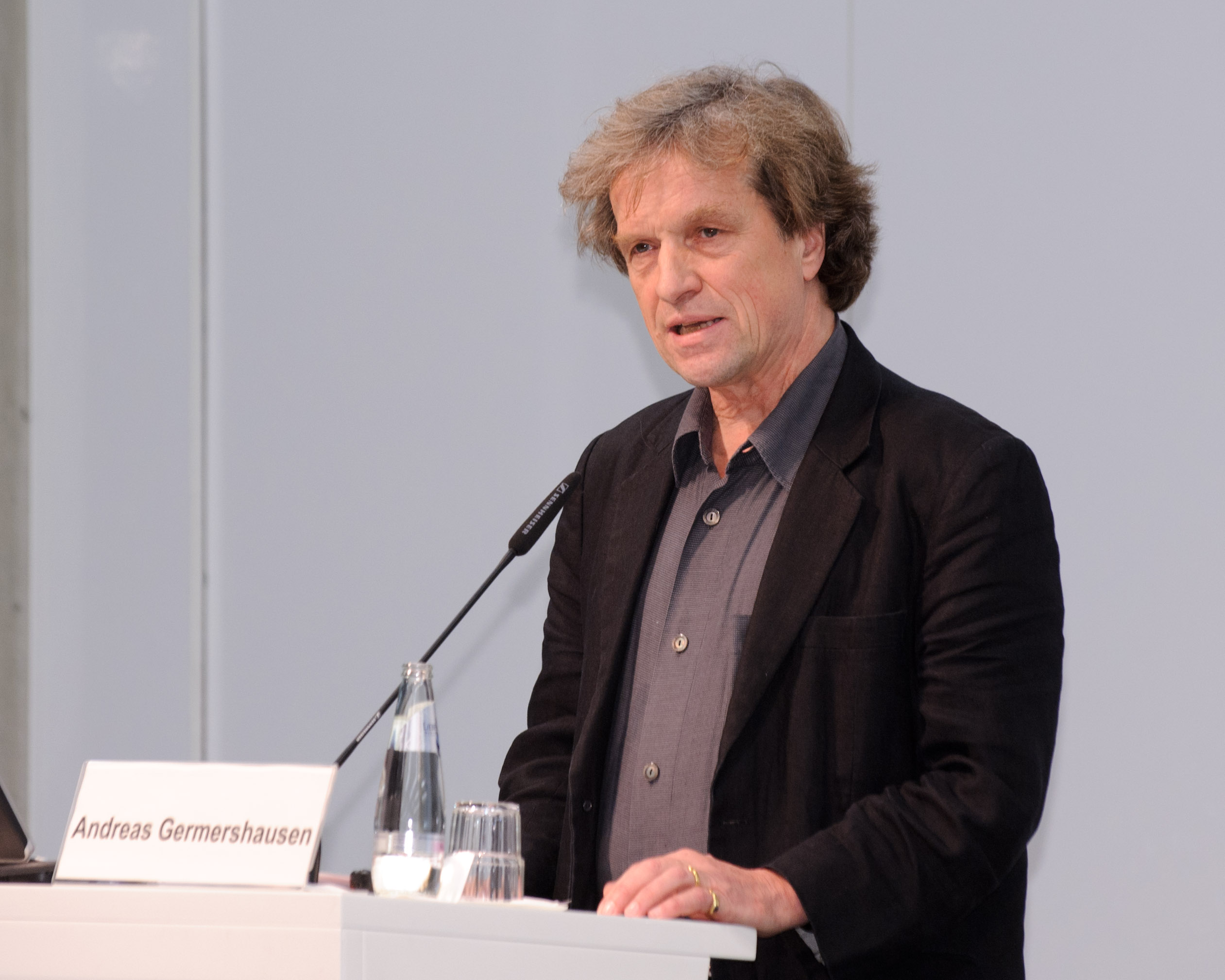
Andreas Germershausen, 2011

Andreas Germershausen (* 1952 in Berlin) ist ein deutscher Ethnologe und Verwaltungsmitarbeiter. Von Oktober 2015 bis Mai 2019 war er „Beauftragter des Berliner Senats für Integration und Migration“.

## Leben
Germershausen studierte Ethnologie an der Freien Universität Berlin. Von 1984 bis 1986 war er Mitglied im Vorstand der Gesellschaft für bedrohte Völker, Göttingen, und von 1987 bis 1997 Mitarbeiter des „Berliner Instituts für Vergleichende Sozialforschung“. Von 1997 bis 2001 arbeitete er am „Asian Research Center for Migration“ der Chulalongkorn-Universität in Bangkok. Ab 2001 war er Mitarbeiter der „Ausländerbeauftragten des Senats von Berlin“ (die Behörde wurde 2003 in „die/der Integrationsbeauftragte“ umbenannt). 2005 wurde er Leiter des Grundsatzreferates „Integrationspolitik“, seit Oktober 2015 war er „Beauftragter des Berliner Senats für Integration und Migration“, gleichzeitig leitete er die Abteilung Integration in der Senatsverwaltung für Integration, Arbeit und Soziales.

## Veröffentlichungen (Auswahl)
- Die Sameh, in: Handbuch der westeuropäischen Regionalbewegungen, herausgegeben von Jochen Blaschke, Frankfurt am Main : Syndikat 1980, ISBN 978-3-8108-0149-4[2]
- Flucht und Asyl : Berichte über Flüchtlingsgruppen, herausgegeben für das Komitee für Grundrechte und Demokratie und medico international von Andreas Germershausen und Wolf-Dieter Narr, Berlin : Ed. Parabolis 1988, ISBN 978-3-88402-003-6, Reihe Beiträge zur vergleichenden Sozialforschung ; Nr. 3.
- Andreas Germershausen, Martina Schöttes, Werner Winter: Daten und Fakten zur Asylpolitik, Berlin : Ed. Parabolis 1990 (Reihe Arbeitsheft / Berliner Institut für Vergleichende Sozialforschung).
- Sozialwissenschaftliche Studien über das Weltflüchtlingsproblem, herausgegeben am Berliner Institut für Vergleichende Sozialforschung von Jochen Blaschke und Andreas Germershausen, Band 1, 1992, Berlin : Edition Parabolis 1992, ISBN 978-3-88402-021-0.
- mit Wilfried Kruse: Ausbildung statt Ausgrenzung : Wie interkulturelle Öffnung und Diversity-Orientierung in Berlins Öffentlichem Dienst und in Landesbetrieben gelingen können, Bielefeld : transcript 2021, ISBN 978-3-8376-5567-4.